# Soleminis
Soleminis település Olaszországban, Szardínia régióban, Cagliari megyében. Lakosainak száma 1863 fő (2023. január 1.). Soleminis Dolianova, Serdiana, Settimo San Pietro és Sinnai községekkel határos.

## Népesség
A település lakossága az elmúlt években az alábbi módon változott:
| Lakosok száma | 1864 | 1869 | 1863 |
|               | 2017 | 2018 | 2023 |